# Ascochilopsis
 Ascochilopsis  Carr 1929 es un género que tiene asignadas unas dos especies de orquídeas de hábito epífita. Es originaria del  SE asiático tropical en Malasia Borneo y Tailandia.

## Descripción
Son orquídeas de corto tallo, epífitas monopodiales con ramas desde la base con  hojas estrechas, bi-lobuladas en su ápice, delgadas y carnosas que florecen en dos tallos bajos, más o menos erectos en inflorescencia con  1 a 4 flores que abren al mismo tiempo, el labio adjunto a la corta columna, es tri-lobulado con los lóbulos laterales erectos y carnosos, el lóbulo central es más corto y también carnoso con dos polinias.

## Taxonomía
El género fue descrito por Cedric Errol Carr y publicado en Gardens' Bulletin, Straits Settlements 5: 21. 1929.
Etimología
Ascochilopsis: nombre genérico que significa que es similar al género Ascochilus.

## Especies de Ascochilopsis
- Ascochilopsis lobata J.J.Wood & A.L.Lamb in J.J.Wood & P.J.Cribb 1994
- Ascochilopsis myosurus (Ridl.) Carr (Blume) Schltr.[5]